# Marta Jirásková
Marta Jirásková, coniugata Pechová (Praga, 20 marzo 1952), è un'ex cestista cecoslovacca.

## Carriera
Con la Cecoslovacchia ha disputato i Giochi olimpici di Montréal 1976, due edizioni dei Campionati mondiali (1971, 1975) e quattro dei Campionati europei (1970, 1972, 1974, 1976).